# Монастир Танго
Монастир Танго — буддійський монастир і фортеця за 14 кілометрів на північ від бутанського міста Тхімпху, поряд із горою Чері. Був заснований у XIII столітті ламою Г'ялва Ланампою та збудований в сучасному вигляді 1688 року Г'ялце Тензіном Рабджі, четвертим Друк Десі Бутану.
Монастир належить школі Друкпа Каг'ю.
Мовою дзонг-ке «танго» означає «кінська голова»; монастир названо на честь Хаяґріви, індійського божества з кінською головою, основного божества, якого тут шанують.